# 代議院 (ニュージーランド)
代議院（だいぎいん、英語: House of Representatives）は、ニュージーランドの立法府。ニュージーランドの議会を構成する一院制議会である。

## 議会構成
一院制である。1951年までは上院にあたる立法評議会との二院制を採用していた。

### 任期
3年。

### 定数
120人。選挙制度が複雑なため、実際の議席数はこれを上回る場合がある。

### 選挙
小選挙区比例代表併用制。

## 議会組織

### 役員
議長（Speaker）、副議長（Deputy Speaker）のほか、2名まで議長補（Assistant Speaker）が選出される。

## 近年の総選挙
- 2023年10月14日（2023年ニュージーランド総選挙）
- 2020年10月17日（2020年ニュージーランド総選挙）
- 2017年9月23日（en:2017 New Zealand general election）
- 2014年9月20日（en:2014 New Zealand general election）
- 2011年11月26日（en:2011 New Zealand general election）
- 2008年11月8日（en:2008 New Zealand general election）